# Les Glandeurs
Série View Askewniverse
Clerks : Les Employés modèles
(1994) Méprise multiple
(1997)
Pour plus de détails, voir Fiche technique et Distribution.
Les Glandeurs ou Les Flâneurs au Québec (Mallrats) est un film américain réalisé par Kevin Smith et sorti en 1995. Il fait partie de l'univers de fiction View Askewniverse, débuté un an plus tôt avec Clerks : Les Employés modèles.
Le film reçoit des critiques globalement négatives et est un échec au box-office, il deviendra un film culte.

## Synopsis
Deux copains, Brodie et T. S., se font jeter le même jour par leurs petites amies respectives. Ils décident alors de se rendre au centre commercial pour tromper leur ennui.

## Fiche technique
- Titre français : Les Glandeurs
- Titre québécois : Les Flâneurs
- Titre original : Mallrats
- Réalisation et scénario : Kevin Smith
- Musique : Ira Newborn
- Photographie : David Klein
- Montage : Paul Dixon
- Décors : Dina Lipton
- Costumes : Dana Allyson
- Production : Sean Daniel, James Jacks, Scott Mosier et Caldecot Chubb
- Sociétés de production : Gramercy Pictures, Alphaville Films et View Askew Productions
- Société de distribution : Gramercy Pictures (États-Unis)
- Budget : 6,1 millions de dollars
- Pays d'origine :  États-Unis
- Langue originale : anglais
- Format : couleurs - 1,85:1 - DTS - 35 mm
- Genre : comédie
- Durée : 94 minutes, 123 minutes (version longue)
- Dates de sortie[3] :
  - États-Unis : 20 octobre 1995
  - France : 3 janvier 2002 (directement en vidéo)

## Distribution
- Shannen Doherty (VF : Anne Rondeleux) : Rene Mosier
- Jeremy London (VF : Pierre Tessier) : T. S. Quint
- Jason Lee (VF : Mark Lesser) : Brodie Bruce
- Claire Forlani (VF : Magali Barney) : Brandi Svenning
- Ben Affleck : Shannon Hamilton
- Joey Lauren Adams : Gwen Turner
- Renée Humphrey (VF : Christine Champneuf) : Tricia Jones
- Jason Mewes : (VF : William Coryn) : Jay
- Kevin Smith : Silent Bob
- Ethan Suplee : (VF : Marc François) : Willam Black
- Scott Mosier : Roddy
- Michael Rooker (VF : Jean-Jacques Nervest) : Jared Svenning
- Priscilla Barnes : (VF : Francine Lainé) : Ivannah, la voyante
- Carol Banker : l'agent de sécurité
- Steven Blackwell : le policier
- Stan Lee (VF : Pierre Hatet) : lui-même

Source et légende : version française (VF) sur Nouveau Forum Doublage Francophone

## Production

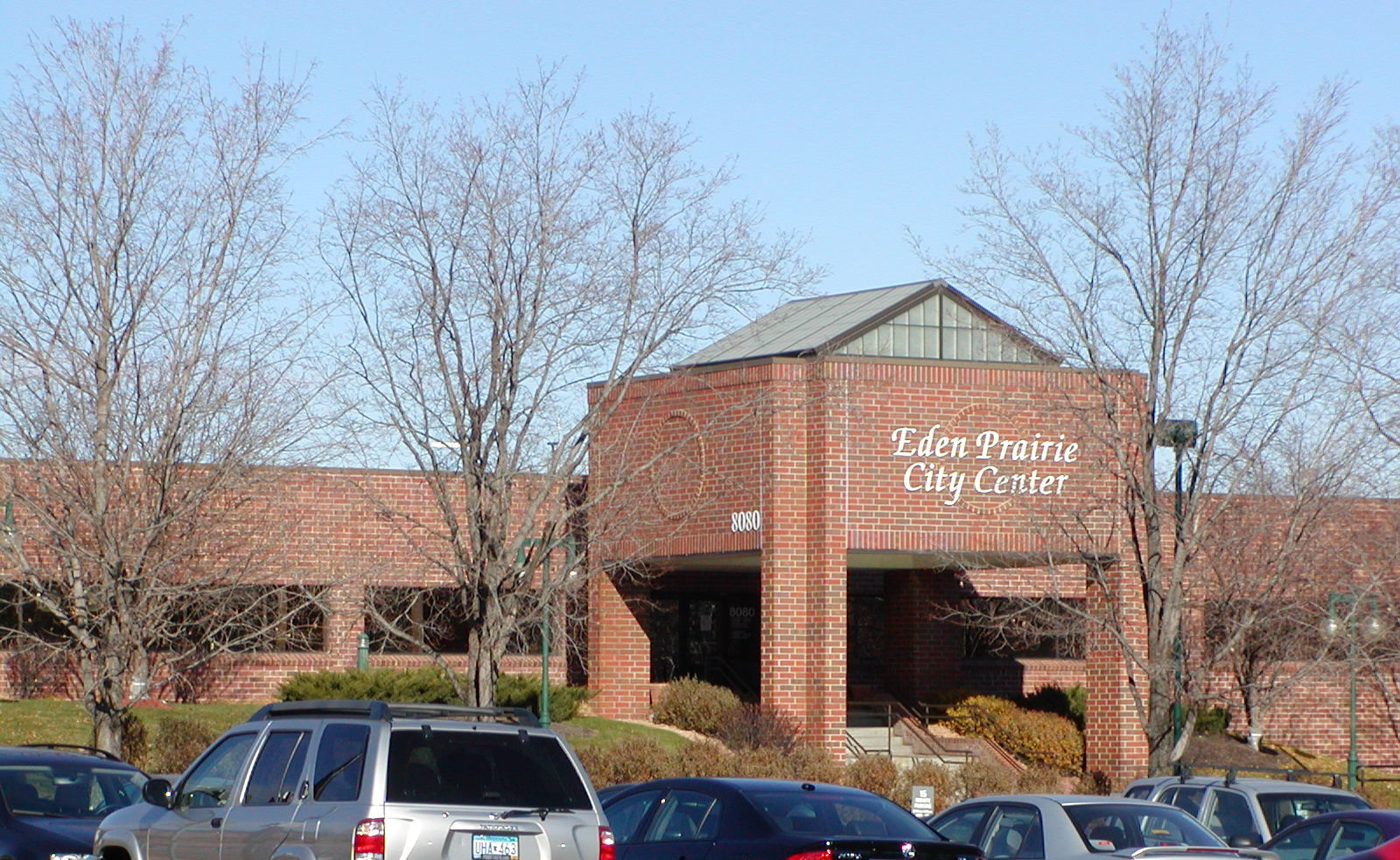
Façade du Eden Prairie Center

Il s'agit du second film de Kevin Smith. Il développe ainsi son univers de fiction View Askewniverse et fait à nouveau apparaitre certains de ses personnages de Clerks : Les Employés modèles, comme Jay et Silent Bob. Initialement, le studio voulait cependant remplacer Jason Mewes par Seth Green. Breckin Meyer a également auditionné mais Kevin Smith a insisté pour garder son ami. De plus, Universal voulait caster Mike Myers, Adam Sandler et Chris Farley pour incarner Brodie Bruce et Ethan Hawke T.S. Quint. Pour le rôle de Jared Svenning, Kevin Smith voulait William Atherton mais il a refusé le rôle. Alyssa Milano a auditionné pour le rôle de Rene Mosier.
Les Glandeurs est l'un des tout premiers films de Jason Lee, auparavant skateboardeur professionnel. Il côtoie dans ce film Ethan Suplee. Ils se retrouveront plus tard dans la série Earl dans les rôles des frères Earl et Randy Hickey.
Le tournage a eu lieu dans le Minnesota (Eden Prairie Center (en) à Eden Prairie, aéroport international de Minneapolis-Saint-Paul), dans le New Jersey (New Brunswick) et en Californie (Los Angeles, péninsule de Palos Verdes, Universal City).

## Bande originale
- Web in Front, interprété par Archers of Loaf
- Social, interprété par Squirtgun
- Hated It, interprété par Thrush Hermit
- Build Me Up Buttercup, interprété par The Goops
- Broken, interprété par Belly
- Cruise Your New Baby Fly Self, interprété par Girls Against Boys
- Guilty, interprété par All
- Line Up, interprété par Elastica
- Boogie Shoes, interprété par KC and the Sunshine Band
- Seventeen, interprété par Sponge
- Smoke Two Joints, interprété par Sublime
- Stoned, interprété par Silverchair
- Easy Beat, composé par Malcolm Lockyer
- Dry Martini, composé par Howard Pfeifer
- Garota de Ipanema, composé par Vinicius DeMorass et Antônio Carlos Jobim
- Lollipops and Roses, composé par Anthony Velona
- Bubbles, interprété par Bush
- Susanne, interprété par Weezer

## Commentaire
L'intrigue du film se situe un jour avant celle de Clerks : Les Employés modèles, pourtant sorti un an plus tôt. Par ailleurs, Brian O'Halloran incarne ici Gill Hicks. Il incarnait Dante Hicks dans Clerks : Les Employés modèles, rôle qu'il reprendra dans d'autres films du View Askewniverse.

## Accueil
Les Glandeurs a connu un échec commercial lors de sa sortie en salles avec seulement 2 122 561 dollars de recettes au box-office américain pour un budget estimé à six millions. En France, il sortira directement en vidéo.

## Citation
- « Snootchy bootchy nootchies !! » — Jay

## Version longue
En 2005, une édition DVD du film sort pour les 10 ans du film. En plus de la version cinéma et des bonus, le DVD contient une version longue inédite avec 30 minutes supplémentaires.

## Projets de suite
Plusieurs projets de suite ont été évoqués. En mars 2015, Kevin Smith confirme que Mallrats 2 a été écrit et sera tourné à l'été 2016,.
En février 2017, Kevin Smith annonce avoir proposé une série télévisée à plusieurs networks. En janvier 2020, Kevin Smith relance l'idée d'une suite et annonce le titre Twilight of the Mallrats,. En avril 2020, il affirme avoir fini une première version du script et annonce le retour des acteurs du premier film. En mai 2020, il annonce qu'Aparna Brielle — présente dans Jay et Bob contre-attaquent… encore — incarnera Banner, la fille de Brodie. Il annonce également la présence de Shannen Doherty pour reprendre son rôle de Rene Mosier.